# Copa del Rey de 2014–15
A Copa do Rei de 2014–15 ou CXII  Copa del Rey foi a 111ª edição da Copa do Rei da Espanha e ocorreu de 3 de setembro de 2014 a 30 de maio de 2015.

## Participantes
A 111ª Copa do Rei contou com 83 times das 4 principais divisões espanholas. As equipes participantes foram:
Em negrito as equipes que ainda não foram eliminadas.
20 equipes da La Liga de 2014-15
| - Almería - Athletic Bilbao - Atlético de Madrid - Barcelona - Celta de Vigo - Córdoba - Deportivo La Coruña - Eibar - Elche - Espanyol | - Getafe - Granada - Levante - Málaga - Rayo Vallecano - Real Madrid - Real Sociedad - Sevilla - Valencia - Villarreal |  |

20 equipes da Segunda División 2014-15
| - Alavés - Albacete - Alcorcón - Betis - Girona - Jaén - Las Palmas - Leganés - Llagostera - Lugo | - Mallorca - Murcia - Numancia - Osasuna - Ponferradina - Sabadell - Sporting Gijón - Tenerife - Valladolid - Zaragoza |  |

35 equipes da Segunda División B 2014-15
| - Alcoyano - Amorebieta - Atlético Astorga - Atlético Baleares - Avilés - Barakaldo - Cádiz - Cartagena - Cornellà - Eldense - Fuenlabrada - Gimnàstic Tarragona - Guadalajara - Guijuelo - Hércules - Huesca - Jaén - La Hoya Lorca | - Lealdade - Leioa - Centre d'Esports L'Hospitalet - Linense - Lleida Esportiu - Marino Luanco - Marbella - Mirandés - Oviedo - Racing de Ferrol - Sestao River - San Roque de Lepe - Somozas - Toledo - Trival Valderas - UCAM Murcia - Villanovense - Zamora |  |

7 equipes da Tercera División 2014-15
| - Atlético Granadilla - Gimnástica Torrelavega - Izarra - Peña Deportiva | - Puertollano - Teruel - Varea |  |

## Calendário
| Rodada                  | Data                                         | Jogos | Clubes  | Novas entradas                                          |
| ----------------------- | -------------------------------------------- | ----- | ------- | ------------------------------------------------------- |
| Dezesseis Ávos de Final | 29 de Outubro de 2014 3 de Dezembro de 2014  | 16    | 32 → 16 | Novas entradas: Times de Campeonato Espanhol de 2014–15 |
| Dezesseis Ávos de Final | 3 de Dezembro de 2014 17 de Dezembro de 2014 | 16    | 32 → 16 | Novas entradas: Times de Campeonato Espanhol de 2014–15 |
| Oitavas de Final        | 7 de Janeiro de 2015                         | 8     | 16 → 8  | Nenhum                                                  |
| Oitavas de Final        | 14 de Janeiro de 2015                        | 8     | 16 → 8  | Nenhum                                                  |
| Quartas de Final        | 21 de Janeiro de 2015                        | 4     | 8 → 4   | Nenhum                                                  |
| Quartas de Final        | 28 de Janeiro de 2015                        | 4     | 8 → 4   | Nenhum                                                  |
| Semifinais              | 11 de Fevereiro de 2015                      | 2     | 4 → 2   | Nenhum                                                  |
| Semifinais              | 4 de Março de 2015                           | 2     | 4 → 2   | Nenhum                                                  |
| Final                   | 30 de Maio de 2015                           | 1     | 2 → 1   | Nenhum                                                  |

Notas
- Nas partidas de ida e volta vale a regra do gol fora de casa.
- Em partidas terminadas empatadas, teremos prorrogação e no caso do empate persistir disputa de pênaltis.
- Como o Real Madrid irá participar do Copa do Mundo de Clubes da FIFA de 2014 seus jogos na fase Dezesseis Ávos foram adiantados.
- O campeão consegue uma vaga na fase de grupos da Liga Europa da UEFA de 2015-16, mas se o campeão conseguiu uma vaga na Liga dos Campeões de 2015-16, o vice-campeão ganha uma vaga na Terceira Pré-Eliminatória da Liga dos Campeões de 2015-16. No Campeonato Espanhol, o quinto e o sexto colocado se classificam para fase de grupos e para a Rodada de Play-off  da Liga Europa da UEFA de 2014-15 respectivamente. No entanto, se o vice-campeão terminou em quinto ou sexto no Campeonato Espanhol do mesmo ano, o quinto colocado se classifica para fase de grupos, o sexto colocado se classifica para a Rodada de Playoff e o sétimo colocado se classifica para a Terceira Pré-eliminatória da Liga Europa de 2015-16. Da mesma forma se os dois finalistas se classificam para a Liga dos Campeões de 2015-16.

## Diagrama
| 16 avos de Final 2 a 18 de Dezembro | 16 avos de Final 2 a 18 de Dezembro | 16 avos de Final 2 a 18 de Dezembro | 16 avos de Final 2 a 18 de Dezembro |  |                       | Oitavas de Final 6 a 15 de Janeiro | Oitavas de Final 6 a 15 de Janeiro | Oitavas de Final 6 a 15 de Janeiro | Oitavas de Final 6 a 15 de Janeiro |  |  | Quartas de final 21 a 29 de Janeiro | Quartas de final 21 a 29 de Janeiro | Quartas de final 21 a 29 de Janeiro | Quartas de final 21 a 29 de Janeiro |  |  | Semifinais 11 de Fevereiro a 4 de Março | Semifinais 11 de Fevereiro a 4 de Março | Semifinais 11 de Fevereiro a 4 de Março | Semifinais 11 de Fevereiro a 4 de Março |  |  | Final 30 de Maio | Final 30 de Maio |
|                                     |                                     |                                     |                                     |  |                       |                                    |                                    |                                    |                                    |  |  |                                     |                                     |                                     |                                     |  |  |                                         |                                         |                                         |                                         |  |  |                  |                  |
| Deportivo La Coruña                 | 1                                   | 1                                   | 2                                   |  |                       |                                    |                                    |                                    |                                    |  |  |                                     |                                     |                                     |                                     |  |  |                                         |                                         |                                         |                                         |  |  |                  |                  |
| Málaga                              | 1                                   | 4                                   | 5                                   |  |                       | Málaga                             | 2                                  | 2                                  | 4                                  |  |  |                                     |                                     |                                     |                                     |  |  |                                         |                                         |                                         |                                         |  |  |                  |                  |
| Albacete                            | 1                                   | 0                                   | 1                                   |  | Levante               | 0                                  | 3                                  | 3                                  |                                    |  |  |                                     |                                     |                                     |                                     |  |  |                                         |                                         |                                         |                                         |  |  |                  |                  |
| Levante                             | 1                                   | 0                                   | 1                                   |  |                       |                                    |                                    |                                    |                                    |  |  | Málaga                              | 0                                   | 0                                   | 0                                   |  |  |                                         |                                         |                                         |                                         |  |  |                  |                  |
| Las Palmas                          | 2                                   | 1                                   | 3                                   |  |                       |                                    |                                    |                                    |                                    |  |  | Athletic Bilbao                     | 0                                   | 1                                   | 1                                   |  |  |                                         |                                         |                                         |                                         |  |  |                  |                  |
| Celta Vigo                          | 1                                   | 3                                   | 4                                   |  |                       | Celta Vigo                         | 2                                  | 2                                  | 4                                  |  |  |                                     |                                     |                                     |                                     |  |  |                                         |                                         |                                         |                                         |  |  |                  |                  |
| Alcoyano                            | 1                                   | 0                                   | 1                                   |  | Athletic Bilbao (gfc) | 4                                  | 0                                  | 4                                  |                                    |  |  |                                     |                                     |                                     |                                     |  |  |                                         |                                         |                                         |                                         |  |  |                  |                  |
| Athletic Bilbao                     | 1                                   | 1                                   | 2                                   |  |                       |                                    |                                    |                                    |                                    |  |  |                                     |                                     |                                     |                                     |  |  | Athletic Bilbao                         | 1                                       | 2                                       | 3                                       |  |  |                  |                  |
| Rayo Vallecano                      | 1                                   | 4                                   | 5                                   |  |                       |                                    |                                    |                                    |                                    |  |  |                                     |                                     |                                     |                                     |  |  | Espanyol                                | 1                                       | 0                                       | 1                                       |  |  |                  |                  |
| Valencia                            | 2                                   | 4                                   | 6                                   |  |                       | Valencia                           | 2                                  | 0                                  | 2                                  |  |  |                                     |                                     |                                     |                                     |  |  |                                         |                                         |                                         |                                         |  |  |                  |                  |
| Alavés                              | 0                                   | 0                                   | 0                                   |  | Espanyol              | 1                                  | 2                                  | 3                                  |                                    |  |  |                                     |                                     |                                     |                                     |  |  |                                         |                                         |                                         |                                         |  |  |                  |                  |
| Espanyol                            | 2                                   | 1                                   | 3                                   |  |                       |                                    |                                    |                                    |                                    |  |  | Espanyol                            | 3                                   | 0                                   | 3                                   |  |  |                                         |                                         |                                         |                                         |  |  |                  |                  |
| Granada                             | 1                                   | 1                                   | 2                                   |  |                       |                                    |                                    |                                    |                                    |  |  | Sevilla                             | 1                                   | 1                                   | 2                                   |  |  |                                         |                                         |                                         |                                         |  |  |                  |                  |
| Córdoba                             | 0                                   | 1                                   | 1                                   |  |                       | Granada                            | 1                                  | 0                                  | 1                                  |  |  |                                     |                                     |                                     |                                     |  |  |                                         |                                         |                                         |                                         |  |  |                  |                  |
| Sabadell                            | 1                                   | 1                                   | 2                                   |  | Sevilla               | 2                                  | 4                                  | 6                                  |                                    |  |  |                                     |                                     |                                     |                                     |  |  |                                         |                                         |                                         |                                         |  |  |                  |                  |
| Sevilla                             | 6                                   | 5                                   | 11                                  |  |                       |                                    |                                    |                                    |                                    |  |  |                                     |                                     |                                     |                                     |  |  |                                         |                                         |                                         |                                         |  |  | Athletic Bilbao  | 1                |
| Huesca                              | 0                                   | 1                                   | 1                                   |  |                       |                                    |                                    |                                    |                                    |  |  |                                     |                                     |                                     |                                     |  |  |                                         |                                         |                                         |                                         |  |  | Barcelona        | 3                |
| Barcelona                           | 4                                   | 8                                   | 12                                  |  |                       | Barcelona                          | 5                                  | 4                                  | 9                                  |  |  |                                     |                                     |                                     |                                     |  |  |                                         |                                         |                                         |                                         |  |  |                  |                  |
| Valladolid                          | 0                                   | 0                                   | 0                                   |  | Elche                 | 0                                  | 0                                  | 0                                  |                                    |  |  |                                     |                                     |                                     |                                     |  |  |                                         |                                         |                                         |                                         |  |  |                  |                  |
| Elche                               | 0                                   | 1                                   | 1                                   |  |                       |                                    |                                    |                                    |                                    |  |  | Barcelona                           | 1                                   | 3                                   | 4                                   |  |  |                                         |                                         |                                         |                                         |  |  |                  |                  |
| L'Hospitalet                        | 0                                   | 2                                   | 2                                   |  |                       |                                    |                                    |                                    |                                    |  |  | Atlético Madrid                     | 0                                   | 2                                   | 2                                   |  |  |                                         |                                         |                                         |                                         |  |  |                  |                  |
| Atlético Madrid                     | 3                                   | 2                                   | 5                                   |  |                       | Atlético Madrid                    | 2                                  | 2                                  | 4                                  |  |  |                                     |                                     |                                     |                                     |  |  |                                         |                                         |                                         |                                         |  |  |                  |                  |
| Cornellà                            | 1                                   | 0                                   | 1                                   |  | Real Madrid           | 0                                  | 2                                  | 2                                  |                                    |  |  |                                     |                                     |                                     |                                     |  |  |                                         |                                         |                                         |                                         |  |  |                  |                  |
| Real Madrid                         | 4                                   | 5                                   | 9                                   |  |                       |                                    |                                    |                                    |                                    |  |  |                                     |                                     |                                     |                                     |  |  | Barcelona                               | 3                                       | 3                                       | 6                                       |  |  |                  |                  |
| Cádiz                               | 1                                   | 0                                   | 1                                   |  |                       |                                    |                                    |                                    |                                    |  |  |                                     |                                     |                                     |                                     |  |  | Villarreal                              | 1                                       | 1                                       | 2                                       |  |  |                  |                  |
| Villarreal                          | 2                                   | 3                                   | 5                                   |  |                       | Villarreal                         | 1                                  | 2                                  | 3                                  |  |  |                                     |                                     |                                     |                                     |  |  |                                         |                                         |                                         |                                         |  |  |                  |                  |
| Oviedo                              | 0                                   | 0                                   | 0                                   |  | Real Sociedad         | 0                                  | 2                                  | 2                                  |                                    |  |  |                                     |                                     |                                     |                                     |  |  |                                         |                                         |                                         |                                         |  |  |                  |                  |
| Real Sociedad                       | 0                                   | 2                                   | 2                                   |  |                       |                                    |                                    |                                    |                                    |  |  | Villarreal                          | 1                                   | 1                                   | 2                                   |  |  |                                         |                                         |                                         |                                         |  |  |                  |                  |
| Betis                               | 3                                   | 1                                   | 4                                   |  |                       |                                    |                                    |                                    |                                    |  |  | Getafe                              | 0                                   | 0                                   | 0                                   |  |  |                                         |                                         |                                         |                                         |  |  |                  |                  |
| Almería                             | 4                                   | 2                                   | 6                                   |  |                       | Almería                            | 1                                  | 0                                  | 1                                  |  |  |                                     |                                     |                                     |                                     |  |  |                                         |                                         |                                         |                                         |  |  |                  |                  |
| Getafe                              | 3                                   | 2                                   | 5                                   |  | Getafe                | 1                                  | 1                                  | 2                                  |                                    |  |  |                                     |                                     |                                     |                                     |  |  |                                         |                                         |                                         |                                         |  |  |                  |                  |
| Eibar                               | 0                                   | 1                                   | 1                                   |  |                       |                                    |                                    |                                    |                                    |  |  |                                     |                                     |                                     |                                     |  |  |                                         |                                         |                                         |                                         |  |  |                  |                  |

## Dezesseis de Ávos de Final
Todos os horários seguem o Horário de Brasília.

### Jogos de Ida
| 29 de Outubro de 2014 | Cornellà  | 1–4 | Real Madrid                                    | Cornellà                                                     |  |
| 17:00                 | Muñoz 20' |     | Varane 10', 36' · Chicharito 53' · Marcelo 75' | Estádio: Power8 Stadium Público: 28,895 Árbitro: Jaime Latre |  |

| 29 de Outubro de 2014 | Sabadell   | 1–6 | Sevilla                                                                       | Sabadell                                                        |  |
| 19:00                 | Forgàs 75' |     | Kolodziejczak 28' · Iago Aspas 43', 60', 93' (pen.) · Gameiro 67' · Reyes 70' | Estádio: Nova Creu Alta Público: 6,157 Árbitro: Vicandi Garrido |  |

| 2 de Dezembro de 2014 | Alcoyano    | 1–1 | Athletic Bilbao | Alcoy                                                      |  |
| 17:00                 | Francis 32' |     | Viguera 90+1'   | Estádio: El Collao Público: 3,517 Árbitro: Prieto Iglesias |  |

| 2 de Dezembro de 2014 | Alavés | 0–2 | Espanyol          | Vitoria-Gasteiz                                                |  |
| 17:00                 |        |     | Stuani 35', 90+3' | Estádio: Mendizorroza Público: 7,313 Árbitro: Undiano Mallenco |  |

| 2 de Dezembro de 2014 | Las Palmas             | 2–1 | Celta Vigo           | Las Palmas                                                              |  |
| 19:00                 | Hernán 23' · Silva 79' |     | Santi Mina 83' (pen) | Estádio: Estadio Gran Canaria Público: 10,679 Árbitro: Velasco Carballo |  |

| 2 de Dezembro de 2014 | Valladolid | 0–0 | Elche | Valladolid                                                   |  |
| 19:00                 |            |     |       | Estádio: José Zorrilla Público: 4,687 Árbitro: Pérez Montero |  |

| 3 de Dezembro de 2014 | Centre d'Esports L'Hospitalet | 0–3    | Atlético Madrid                                  | L'Hospitalet de Llobregat                                           |  |
| 17:00                 |                               | Report | Griezmann 65' · Gabi 81' (pen) · Rodríguez 90+2' | Estádio: La Feixa Llarga Público: 2,500 Árbitro: Fernández Borbalán |  |

| 3 de Dezembro de 2014 | Deportivo La Coruña | 1–1 | Málaga              | A Coruña                                            |  |
| 17:00                 | Toché 68'           |     | Ignacio Camacho 11' | Estádio: Riazor Público: 9,988 Árbitro: Mateu Lahoz |  |

| 3 de Dezembro de 2014 | Granada     | 1–0 | Córdoba | Granada                                                         |  |
| 19:00                 | Córdoba 25' |     |         | Estádio: Los Cármenes Público: 9,066 Árbitro: Teixeira Vitienes |  |

| 3 de Dezembro de 2014 | Huesca | 0–4 | Barcelona                                           | Huesca                                                   |  |
| 19:00                 |        |     | Rakitić 12' · Iniesta 15' · Pedro 38' · Rafinha 71' | Estádio: El Alcoraz Público: 4,800 Árbitro: Cerro Grande |  |

| 4 de Dezembro de 2014 | Cádiz      | 1–2 | Villarreal              | Cádiz                                                                   |  |
| 17:00                 | Arregi 47' |     | Gerard 17' · Nahuel 21' | Estádio: Ramón de Carranza Público: 12,000 Árbitro: Iglesias Villanueva |  |

| 4 de Dezembro de 2014 | Oviedo | 0–0 | Real Sociedad | Oviedo                                                             |  |
| 17:00                 |        |     |               | Estádio: Carlos Tartiere Público: 9,028 Árbitro: Teixeira Vitienes |  |

| 4 de Dezembro de 2014 | Rayo Vallecano | 1–2 | Valencia                  | Madrid                                                 |  |
| 19:00                 | Moreno 36'     |     | Alcácer 25' · De Paul 85' | Estádio: Vallecas Público: 8,551 Árbitro: Melero López |  |

| 5 de Dezembro de 2014 | Albacete    | 1–1 | Levante      | Albacete                                                           |  |
| 17:00                 | Moutinho 6' |     | El Adoua 69' | Estádio: Carlos Belmonte Público: 4,813 Árbitro: Estrada Fernández |  |

| 5 de Dezembro de 2014 | Getafe                         | 3–0 | Eibar | Getafe                                                                      |  |
| 17:00                 | Sarabia 63', 74' · Vázquez 70' |     |       | Estádio: Coliseum Alfonso Pérez Público: 1,700 Árbitro: Hernández Hernández |  |

| 5 de Dezembro de 2014 | Betis                                 | 3–4 | Almería   | Seville                                                             |  |
| 19:00                 | Castro 80' · Perquis 86' · Molina 90' |     | Mané 3' · | Estádio: Benito Villamarín Público: 3,000 Árbitro: Martínez Munuera |  |

### Jogos de Volta
| 2 de Dezembro de 2014 | Real Madrid                                            | 5–0 9-1 (agregado) | Cornellà | Madrid                                                                |  |
| 17:00                 | James 16', 34' · Isco 31' · Borja López 60' · Jesé 77' |                    |          | Estádio: Santiago Bernabéu Público: 50,862 Árbitro: González González |  |

| 3 de Dezembro de 2014 | Sevilla                                               | 5–1 11–2 (agregado) | Sabadell            | Sevilha                                                             |  |
| 17:00                 | Gameiro 35' · Iago Aspas 58', 59', 62' · Deulofeu 80' |                     | Collantes 22' (pen) | Estádio: Ramón Sánchez Pizjuán Público: 14,473 Árbitro: Gil Manzano |  |

| 16 de Dezembro de 2014 | Celta de Vigo                                               | 3–1 4–3 (agregado) | Las Palmas        | Vigo                                                 |  |
| 17:00                  | Joaquín Larrivey 19' · Santi Mena 50' · Fabian Orellana 90' |                    | Nauzet Aleman 53' | Estádio: Estádio Balaídos Árbitro: Teixeira Vitienes |  |

| 16 de Dezembro de 2014 | Valencia                                                           | 4–4 6–5 (agregado) | Rayo Vallecano                                                                  | Valência                                                          |  |
| 17:00                  | Francisco Alcacer 8', 65' · Jorge Garcia Morillo 46' · Rodrigo 71' |                    | Jozabed 20' · Alejandro Pozuelo 23' · Jonathan Pereira 38' · Adrian Embarba 61' | Estádio: Estádio de Mestalla Público: 23,600 Árbitro: Jaime Latre |  |

| 16 de Dezembro de 2014 | Barcelona                                                                                                   | 8–1 12–1 (agregado) | Huesca                  | Catalunha         |  |
| 19:00                  | Pedro 20', 26', 43' · Sergi Roberto 29' · Iniesta 40' · Adriano 68' · Adama Traoré 78' · Sandro Ramírez 83' |                     | Carlos David Moreno 86' | Estádio: Camp Nou |  |

| 16 de Dezembro de 2014 | Almería                         | 2–1 6–4 (agregado) | Betis              | Almeria                                      |  |
| 19:00                  | Michel 59' · Jonathan Zongo 75' |                    | Damien Perquis 78' | Estádio: Estádio de los Juegos Mediterráneos |  |

| 17 de Dezembro de 2014 | Espanyol          | 1–0 3–0 (agregado) | Alavés | Cornellà de Llobregat                                               |  |
| 17:00                  | Jairo Morilla 65' |                    |        | Estádio: Power8 Stadium Público: 5,118 Árbitro: Hernández Hernández |  |

| 17 de Dezembro de 2014 | Albacete | 0–0 1–1 (GF) (agregado) | Levante | Valencia                    |  |
| 17:00                  |          |                         |         | Estádio: Ciutat de València |  |

| 17 de Dezembro de 2014 | Eibar          | 1–2 1–5 (agregado) | Getafe                   | Eibar                                      |  |
| 17:00                  | Piovaccari 55' |                    | Vigaray 19' · Castro 33' | Estádio: Ipurua Público: Teixeira Vitienes |  |

| 17 de Dezembro de 2014 | Villarreal                                    | 3–0 5–1 (agregado) | Cádiz | Villarreal                   |  |
| 19:00                  | Manuel Trigueros 56' · Gerard Moreno 79', 89' |                    |       | Estádio: Estádio El Madrigal |  |

| 17 de Dezembro de 2014 | Real Sociedad               | 2–0 2–0 (agregado) | Oviedo | San Sebastián   |  |
| 19:00                  | Alfred Finnbogason 27', 62' |                    |        | Estádio: Anoeta |  |

| 17 de Dezembro de 2014 | Córdoba          | 1–1 1–2 (agregado) | Granada         | Córdoba                 |  |
| 19:00                  | Florin Andone 5' |                    | Diego Mainz 60' | Estádio: Nuevo Arcángel |  |

## Oitavas de Final
Todos os horários seguem o Horário de Brasília.

### Jogos de Ida
| 6 de Janeiro de 2015 | Celta de Vigo               | 2–4 | Athletic Bilbao                                                    | Vigo                                                                         |  |
| 14:00                | Alex Lopes 11', Charles 54' |     | Mikel San Jose 5', Aritz Aduriz 15' 87' (pen.), Markel Susaeta 61' | Estádio: Estadio Balaídos Público: 16,000 Árbitro: Pedro Jesús Péres Montero |  |

| 6 de Janeiro de 2015 | Málaga                        | 2–0 | Levante | Málaga                                                                           |  |
| 16:00                | Juampi 16', Ricardo Horta 78' |     |         | Estádio: La Rosaleda Público: 10,000 Árbitro: Alejandro José Hernández Hernández |  |

| 7 de Janeiro de 2015 | Villarreal          | 1–0 | Real Sociedad | Villareal                                                       |  |
| 17:00                | Denis Cheryshev 72' |     |               | Estádio: El Madrigal Público: 12,000 Árbitro: Jesus Gil Manzano |  |

| 7 de Janeiro de 2015 | Atlético de Madrid                       | 2-0 | Real Madrid | Madrid                                                               |  |
| 17:00                | Raul García 58' (pen.), José Giménez 76' |     |             | Estádio: Vicente Calderón Público: 51,000 Árbitro: Carlos Clos Gómez |  |

| 7 de Janeiro de 2015 | Almería          | 1–1 | Getafe           | Almería                                                                           |  |
| 17:00                | Verza 59' (pen.) |     | Verza 21' (o.g.) | Estádio: Juegos Mediterráneos Público: 3,196 Árbitro: José Luis González González |  |

| 7 de Janeiro de 2015 | Valencia                      | 2–1 | Espanyol   | Valencia                                                    |  |
| 17:00                | Gayá 11' · Negredo 86' (pen.) |     | Stuani 60' | Estádio: Mestalla Público: 35,000 Árbitro: Undiano Mallenco |  |

| 8 de Janeiro de 2015 | Granada        | 1–2 | Sevilla                    | Granada                                                    |  |
| 17:00                | Bangoura 90+3' |     | Deulofeu 31' · Gameiro 53' | Estádio: Los Cármenes Público: 11,701 Árbitro: Mateu Lahoz |  |

| 8 de Janeiro de 2015 | Barcelona                                                  | 5–0 | Elche | Barcelona                                     |  |
| 17:00                | Neymar 34', 59' · Suárez 39' · Messi 45' (pen.) · Alba 55' |     |       | Estádio: Camp Nou Árbitro: Fernández Borbalán |  |

### Jogos de Volta
| 13 de Janeiro de 2015 | Espanyol         | 2–0 3-2 (agregado) | Valencia | Barcelona                                           |  |
| 17:00                 | Caicedo 79', 89' |                    |          | Estádio: Cornellà-El Prat Árbitro: Ignacio Iglesias |  |

| 13 de Janeiro de 2015 | Levante                        | 3–2 3-4 (agregado) | Málaga                | Valencia                                           |  |
| 19:00                 | Barral 71', 78' · Juanfran 85' |                    | Horta 22' · Recio 38' | Estádio: Ciutat de València Árbitro: José González |  |

| 14 de Janeiro de 2015 | Real Sociedad          | 2–2 2-3 (agregado) | Villarreal                  | San Sebastián                                    |  |
| 17:00                 | Vela 45' · Granero 74' |                    | Moreno 26' · dos Santos 72' | Estádio: Anoeta Árbitro: Carlos Velasco Carballo |  |

| 14 de Janeiro de 2015 | Getafe      | 1–0 2-1 (agregado) | Almería | Getafe                                                                    |  |
| 17:00                 | Vázquez 76' |                    |         | Estádio: Coliseum Alfonso Pérez Público: 3,000 Árbitro: Álvarez Izquierdo |  |

| 14 de Janeiro de 2015 | Athletic Bilbao | 0–2 (GF) 4-4 (agregado) | Celta de Vigo                           | Bilbao                                   |  |
| 17:00                 |                 |                         | Etxeita 49' (g.c) · Orellana 62' (pen.) | Estádio: San Mamés Árbitro: Juan Munuera |  |

| 14 de Janeiro de 2015 | Sevilla                                   | 4–0 6-1 (agregado) | Granada | Sevilla                                            |  |
| 19:00                 | Gameiro 18', 55' · Aspas 28' · Suárez 64' |                    |         | Estádio: Ramón Sánchez Pizjuán Árbitro: Clos Gómez |  |

| 15 de Janeiro de 2015 | Real Madrid | 2–2 2-4 (agregado) | Atlético de Madrid | Madrid                                                   |  |
| 17:00                 |             |                    |                    | Estádio: Santiago Bernabéu Árbitro: Antonio Miguel Lahoz |  |

| 15 de Janeiro de 2015 | Elche | 0–4 0-9 (agregado) | Barcelona                                                        | Elche                                                  |  |
| 19:00                 |       |                    | Mathieu 20' · Roberto 40' · Rodríguez 43' (pen.) · Adriano 90+1' | Estádio: Martínez Valero Árbitro: Santiago Jaime Latre |  |

## Quartas de Final
Todos os horários seguem o Horário de Brasília.

### Jogos de Ida
| 21 de Janeiro de 2015 | Málaga | 0–0 | Athletic Bilbao | Málaga                               |  |
| 17:00                 |        |     |                 | Estádio: La Rosaleda Público: 22,000 |  |

| 21 de Janeiro de 2015 | Villarreal  | 1–0 | Getafe | Villareal                                                         |  |
| 17:00                 | Soriano 85' |     |        | Estádio: El Madrigal Público: 14,000 Árbitro: Hernández Hernández |  |

| 21 de Janeiro de 2015 | Barcelona | 1–0 | Atlético de Madrid | Barcelona                                                |  |
| 19:00                 | Messi 85' |     |                    | Estádio: Camp Nou Público: 62,225 Árbitro: José Gonzalez |  |

| 22 de Janeiro de 2015 | Espanyol                                      | 3–1 | Sevilla     | Barcelona                                |  |
| 19:00                 | Caicedo 18' · García 74' (pen.) · Vázquez 81' |     | Bacca 90+1' | Estádio: Cornellà-El Prat Público: 9,500 |  |

### Jogos de Volta
| 28 de Janeiro de 2015 | Atlético de Madrid            | 2–3 2-4 (agregado) | Barcelona                  | Madrid                                               |  |
| 19:00                 | Torres 1' · García 30' (pen.) |                    | Neymar 9', 41' · Messi 38' | Estádio: Vicente Calderón Árbitro: Jesús Gil Manzano |  |

| 29 de Janeiro de 2015 | Getafe | 0–1 0-2 (agregado) | Villarreal | Getafe                                                                    |  |
| 17:00                 |        |                    | Moreno 78' | Estádio: Coliseum Alfonso Pérez Público: 2,800 Árbitro: Fernando Teixeira |  |

| 29 de Janeiro de 2015 | Athletic Bilbao | 1–0 1-0 (agregado) | Málaga | Bilbao                                                     |  |
| 17:00                 | Aduriz 48'      |                    |        | Estádio: San Mamés Público: 18,000 Árbitro: Carlos Velasco |  |

| 29 de Janeiro de 2015 | Sevilla       | 1–0 2-3 (agregado) | Espanyol | Sevilla                                                              |  |
| 17:00                 | Figueiras 88' |                    |          | Estádio: Ramón Sánchez Pizjuán Público: 29,000 Árbitro: Juan Munuera |  |

## Semifinais
Todos os horários seguem o Horário de Brasília.

### Jogos de Ida
| 11 de Fevereiro de 2015 | Barcelona                           | 3–1 | Villarreal    | Barcelona                                                      |  |
| 17:00                   | Messi 41' · Iniesta 49' · Piqué 54' |     | Trigueros 48' | Estádio: Camp Nou Público: 57,000 Árbitro: Alejandro Hernández |  |

| 11 de Fevereiro de 2015 | Athletic Bilbao | 1–1 | Espanyol    | Bilbao                                                       |  |
| 19:00                   | Aduriz 11'      |     | Sánchez 35' | Estádio: San Mamés Público: 26,000 Árbitro: Carlos Del Cerro |  |

### Jogos de Volta
| 4 de Março de 2015 | Espanyol | 0–2 1-3 (agregado) | Athletic Bilbao          | Barcelona                                                        |  |
|                    |          |                    | Aduriz 13' · Etxeita 43' | Estádio: Cornellà-El Prat Público: 34,831 Árbitro: Juan Martinez |  |

| 4 de Março de 2015 | Villarreal     | 1–3 2-6 (agregado) | Barcelona                   | Villareal                            |  |
|                    | dos Santos 39' |                    | Neymar 3', 88' · Suárez 73' | Estádio: El Madrigal Público: 23,600 |  |

## Final
Todos os horários seguem o Horário de Brasília.

### Jogo Único
| 30 de Maio de 2015 | Athletic Bilbao | 1 – 3 | Barcelona                   | Camp Nou, Barcelona                         |
|                    | Williams 79'    |       | Messi 20', 74' · Neymar 36' | Público: 99 354 Árbitro: ESP Carlos Velasco |

## Premiação
| Campeão da Copa del Rey 2014-15 |
| ------------------------------- |
| Barcelona Campeão (27º título)  |

## Artilharia
Atualizado 30 de maio de 2015 às 23:26hs
| Pos. | Jogador          | Clube                         | Gols |
| ---- | ---------------- | ----------------------------- | ---- |
| 1    | Neymar           | Barcelona                     | 7    |
| 1    | Iago Aspas       | Sevilla                       | 7    |
| 3    | Lionel Messi     | Barcelona                     | 5    |
| 3    | Pedro Rodríguez  | Barcelona                     | 5    |
| 3    | Aritz Aduriz     | Athletic Bilbao               | 5    |
| 3    | Kevin Gameiro    | Sevilla                       | 5    |
| 3    | Gerard Moreno    | Villareal                     | 5    |
| 8    | Urko Vera        | Mirandés                      | 3    |
| 8    | Felipe Caicedo   | Espanyol                      | 3    |
| 8    | Paco Alcácer     | Valencia                      | 3    |
| 8    | Fernando Torres  | Atlético de Madrid            | 3    |
| 8    | Nano             | Centre d'Esports L'Hospitalet | 3    |
| 8    | Rubén Alcaraz    | Centre d'Esports L'Hospitalet | 3    |
| 8    | Andrés Iniesta   | Barcelona                     | 3    |
| 8    | Christian Stuani | Espanyol                      | 3    |